# Стефан VI
Стефан VI (V) (на латински: Stephanus PP. V) е римски папа от септември 885 г. до 14 септември 891 г. Стефан V е споменаван като Стефан VI в някои извори и изследвания, защото папа Стефан II умира само 3 дни след избирането си и така следващият папа Стефан II приема неговото име.
Останал в историята като унищожител на делото на светите братя Константин-Кирил Философ и Методий, почитани като равноапостоли от Западната и Източната църква и обявени за покровители на Европа.
Стефан V с действията си се определя като един от най-големите противници на славянството. Той активно поддържа и способства за бруталното налагане интересите на немския клир във Великоморавия. Веднага след смъртта на св. Методий забранява със специална папска була от 885 г. богослужението на славянски език, което отдавна е признато за канонично на запад и на изток. Тя е можело да се приложи само сред славяните по средното течение на река Дунав, извън сферата на влияние на България, чийто владетел Борис I е добре известен с безкомпромисния си стил на действие, когато се засягат държавните ѝ интереси.
В засегнатите земи започва унищожаването на създадената с много труд книжнина на славянски език. Така учениците на Светите братята Кирил и Методий – Климент, Наум, Ангеларий са принудени да напуснат Великоморавия и намират убежище и поле за своята дейност при българския княз Борис I.